# Convocazioni al Montreux Volley Masters 2009
Elenco delle giocatrici convocate per il Montreux Volley Masters 2009.

## Brasile
| N° | Nome                   | Ruolo | Data di nascita  | Squadra           |
| -- | ---------------------- | ----- | ---------------- | ----------------- |
| -  | José Roberto Guimarães | All   | -                | Robursport Pesaro |
| 1  | Fabiana Claudino       | C     | 24 gennaio 1985  | Rio de Janeiro    |
| 2  | Ana Takagui            | P     | 26 ottobre 1987  | Osasco            |
| 3  | Marianne Steinbrecher  | S     | 23 agosto 1983   | São Caetano       |
| 4  | Paula Pequeno          | S     | 22 gennaio 1982  | Osasco            |
| 5  | Caroline Gattaz        | C     | 27 luglio 1981   | Rio de Janeiro    |
| 6  | Thaísa de Menezes      | C     | 15 maggio 1987   | Osasco            |
| 7  | Danielle Lins          | P     | 5 gennaio 1985   | Rio de Janeiro    |
| 8  | Fernanda Ferreira      | P     | 10 gennaio 1980  | Busto Arsizio     |
| 9  | Wélissa Gonzaga        | S     | 9 settembre 1982 | Osasco            |
| 10 | Natália Pereira        | S     | 24 aprile 1989   | Osasco            |
| 11 | Jaqueline de Carvalho  | S     | 31 dicembre 1983 | Robursport Pesaro |
| 12 | Sheilla de Castro      | O     | 1º luglio 1983   | São Caetano       |
| 13 | Fabiana de Oliveira    | L     | 7 marzo 1980     | Rio de Janeiro    |
| 14 | Adenízia da Silva      | C     | 18 dicembre 1986 | Osasco            |
| 15 | Regiane Bidias         | S     | 2 ottobre 1986   | Rio de Janeiro    |
| 16 | Josefa de Souza        | P     | 3 febbraio 1983  | Brusque           |
| 17 | Joyce da Silva         | O     | 13 giugno 1984   | Rio de Janeiro    |
| 18 | Camila Brait           | L     | 28 ottobre 1988  | Osasco            |

## Cina
| N° | Nome        | Ruolo | Data di nascita   | Squadra  |
| -- | ----------- | ----- | ----------------- | -------- |
| -  | Bin Cai     | All   | -                 | -        |
| 1  | Li Juan     | S     | 15 maggio 1981    | Tianjin  |
| 2  | Xue Ming    | C     | 23 febbraio 1987  | Beijing  |
| 4  | Xu Yunli    | C     | 2 agosto 1987     | Fujian   |
| 5  | Ma Yunwen   | S     | 19 ottobre 1986   | Shanghai |
| 6  | Chu Jinling | S     | 29 luglio 1984    | Liaoning |
| 7  | Zhang Xian  | L     | 16 marzo 1985     | Yunnan   |
| 8  | Hui Ruoqi   | S     | 4 marzo 1991      | Jiangsu  |
| 9  | Yanni Zhao  | -     | 23 ottobre 1988   | Sichuan  |
| 10 | Wang Yimei  | O     | 11 gennaio 1988   | Liaoning |
| 11 | Wei Qiuyue  | P     | 26 settembre 1988 | Tianjin  |
| 12 | Na Yin      | -     | 3 febbraio 1988   | Tianjin  |
| 15 | Meng Yin    | C     | 11 gennaio 1984   | Hebei    |
| 16 | Qian Wang   | L     | 14 marzo 1989     | Tianjin  |
| 18 | Shen Jingsi | P     | 3 maggio 1989     | Bayi     |

## Cuba
| N° | Nome              | Ruolo | Data di nascita  | Squadra        |
| -- | ----------------- | ----- | ---------------- | -------------- |
| -  | Luis Oviedo       | All   | -                | -              |
| 2  | Yanelis Santos    | P/O   | 30 marzo 1986    | Ciego de Ávila |
| 3  | Nancy Carrillo    | C     | 11 gennaio 1986  | Ciudad Habana  |
| 4  | Yoana Palacio     | C     | 6 ottobre 1990   | Ciudad Habana  |
| 7  | Lisbet Arredondo  | L     | 22 novembre 1987 | Villa Clara    |
| 9  | Rachel Sánchez    | C     | 9 gennaio 1989   | -              |
| 10 | Ana Cleger        | P/O   | 27 novembre 1989 | -              |
| 11 | Liannes Castañeda | C     | 18 ottobre 1986  | Guantánamo     |
| 12 | Rosir Calderón    | S     | 28 dicembre 1984 | Ciudad Habana  |
| 14 | Kenia Carcaces    | S     | 22 gennaio 1986  | Holguín        |
| 15 | Yusidey Silié     | P/O   | 11 novembre 1984 | Ciudad Habana  |

## Germania
| N° | Nome              | Ruolo | Data di nascita   | Squadra           |
| -- | ----------------- | ----- | ----------------- | ----------------- |
| -  | Giovanni Guidetti | All   | 20 settembre 1972 | VakıfBank GS      |
| 1  | Maren Brinker     | S     | 10 luglio 1986    | Bayer Leverkusen  |
| 2  | Sarah Petrausch   | S     | 31 luglio 1990    | Olympia Berlino   |
| 3  | Denise Hanke      | P     | 31 agosto 1989    | Schweriner        |
| 4  | Lisa Thomsen      | L     | 20 agosto 1985    | Münster           |
| 5  | Lenka Dürr        | L     | 10 dicembre 1990  | Vilsbiburg        |
| 6  | Esther Stahl      | O     | 19 agosto 1980    | Alemannia         |
| 7  | Saskia Hippe      | O     | 16 gennaio 1991   | Dresdner          |
| 8  | Anke Borowikow    | C     | 13 dicembre 1986  | Fischbek          |
| 9  | Berit Kauffeldt   | C     | 8 luglio 1990     | Schweriner        |
| 10 | Anne Matthes      | S     | 30 aprile 1985    | Dresdner          |
| 11 | Christiane Fürst  | C     | 29 marzo 1985     | Robursport Pesaro |
| 12 | Kathleen Weiß     | P     | 2 febbraio 1984   | Martinus          |
| 13 | Nadja Schaus      | S     | 8 novembre 1984   | Bayer Leverkusen  |
| 14 | Lena Möllers      | P     | 6 gennaio 1990    | Olympia Berlino   |
| 15 | Lisa Rühl         | L     | 22 settembre 1989 | Fischbek          |
| 16 | Margareta Kozuch  | S     | 30 ottobre 1986   | Asystel           |
| 17 | Heike Beier       | S     | 9 dicembre 1983   | River             |
| 18 | Corina Ssuschke   | C     | 9 maggio 1983     | Cesena            |

## Giappone
| N° | Nome             | Ruolo | Data di nascita   | Squadra           |
| -- | ---------------- | ----- | ----------------- | ----------------- |
| -  | Masayoshi Manabe | All   | 21 agosto 1963    | -                 |
| 1  | Megumi Kurihara  | S     | 31 luglio 1984    | Pioneer Red Wings |
| 2  | Masami Yokoyama  | P     | 12 dicembre 1981  | Denso Airybees    |
| 3  | Yoshie Takeshita | P     | 18 marzo 1978     | JT Marvelous      |
| 4  | Kaori Inoue      | C     | 21 ottobre 1982   | Denso Airybees    |
| 5  | Mami Hosakawa    | -     | 20 aprile 1985    | Pioneer Red Wings |
| 6  | Yūko Sano        | L     | 26 luglio 1979    | Hisamitsu Springs |
| 7  | Akiko Ino        | L     | 28 settembre 1986 | RC Cannes         |
| 8  | Yuki Ishikawa    | C     | 26 aprile 1987    | Takefuji Bamboo   |
| 9  | Mizuho Ishida    | S     | 22 gennaio 1988   | Takefuji Bamboo   |
| 10 | Yuki Shoji       | C     | 19 novembre 1981  | Pioneer Red Wings |
| 11 | Erika Araki      | C     | 3 agosto 1984     | Bergamo           |
| 12 | Saori Kimura     | S     | 19 giugno 1986    | Toray Arrows      |
| 13 | Maiko Kanō       | S     | 15 luglio 1988    | Hisamitsu Springs |
| 14 | Kana Oyama       | O     | 19 giugno 1984    | Toray Arrows      |
| 15 | Koyomi Tominaga  | P     | 1º maggio 1989    | Pioneer Red Wings |
| 16 | Sayoko Matsuzaki | -     | 23 agosto 1982    | NEC Red Rockets   |
| 17 | Mai Yamaguchi    | S     | 3 luglio 1983     | Okayama Seagulls  |
| 18 | Kanari Hamaguki  | L     | 29 agosto 1985    | Toray Arrows      |

## Italia
| N° | Nome                 | Ruolo | Data di nascita   | Squadra           |
| -- | -------------------- | ----- | ----------------- | ----------------- |
| -  | Marco Bracci         | All   | 23 agosto 1966    | -                 |
| 5  | Giulia Rondon        | P     | 16 ottobre 1987   | Sassuolo          |
| 6  | Francesca Marcon     | S     | 9 luglio 1983     | Spes Conegliano   |
| 7  | Annamaria Quaranta   | S     | 19 ottobre 1981   | Castellana Grotte |
| 8  | Enrica Merlo         | L     | 28 dicembre 1988  | Bergamo           |
| 10 | Giulia Pincerato     | P     | 16 marzo 1987     | Sirio Perugia     |
| 11 | Serena Ortolani      | S/O   | 7 gennaio 1987    | Bergamo           |
| 12 | Veronica Angeloni    | S     | 6 luglio 1986     | Sirio Perugia     |
| 13 | Valentina Arrighetti | C     | 26 gennaio 1985   | Bergamo           |
| 15 | Lucia Crisanti       | C     | 16 marzo 1986     | Sirio Perugia     |
| 16 | Lucia Bosetti        | S     | 19 luglio 1989    | Sassuolo          |
| 17 | Ilaria Garzaro       | C     | 29 settembre 1986 | Robursport Pesaro |
| 18 | Cristina Barcellini  | S     | 20 ottobre 1986   | Asystel           |

## Paesi Bassi
| N° | Nome               | Ruolo | Data di nascita   | Squadra               |
| -- | ------------------ | ----- | ----------------- | --------------------- |
| -  | Avital Selinger    | All   | 10 marzo 1959     | Martinus              |
| 1  | Kim Staelens       | P     | 7 gennaio 1982    | Sirio Perugia         |
| 2  | Deborah Sgroot     | P     | 26 febbraio 1986  | AMVJ                  |
| 3  | Francien Huurman   | C     | 18 aprile 1975    | Martinus              |
| 4  | Chaïne Staelens    | S     | 7 novembre 1980   | -                     |
| 5  | Robin De Kruijf    | C     | 5 maggio 1991     | Martinus              |
| 6  | Maret Grothues     | S     | 16 settembre 1988 | Martinus              |
| 8  | Alice Blom         | S     | 7 aprile 1980     | Villa Cortese         |
| 10 | Janneke van Tienen | L     | 29 maggio 1979    | Sirio Perugia         |
| 11 | Caroline Wensink   | C     | 4 agosto 1984     | Martinus              |
| 12 | Manon Flier        | O     | 8 febbraio 1984   | Giannino Pieralisi    |
| 15 | Ingrid Visser      | C     | 4 giugno 1977     | Leningradka           |
| 16 | Debby Stam         | S     | 24 luglio 1984    | Universitet-Belogor'e |

## Polonia
| N° | Nome                 | Ruolo | Data di nascita   | Squadra         |
| -- | -------------------- | ----- | ----------------- | --------------- |
| -  | Jerzy Matlak         | All   | -                 | -               |
| 2  | Mariola Barbachowska | L     | 3 luglio 1982     | Muszynianka     |
| 3  | Izabela Żebrowska    | O     | 23 febbraio 1985  | Calisia         |
| 4  | Izabela Bełcik       | P     | 29 novembre 1980  | Muszynianka     |
| 5  | Katarzyna Biel       | C     | 21 settembre 1981 | BKS             |
| 8  | Dorota Świeniewicz   | S     | 27 luglio 1972    | Santeramo       |
| 9  | Agnieszka Bednarek   | C     | 20 febbraio 1986  | PTPS            |
| 10 | Anna Woźniakowska    | S     | 2 marzo 1982      | Calisia         |
| 11 | Anna Barańska        | S     | 14 maggio 1984    | Calisia         |
| 12 | Milena Sadurek       | P     | 18 ottobre 1984   | PTPS            |
| 13 | Dorota Wierzgacz     | C     | 22 ottobre 1978   | Muszynianka     |
| 15 | Agata Sawicka        | L     | 17 gennaio 1985   | BKS             |
| 16 | Aleksandra Przybysz  | S     | 2 giugno 1980     | Muszynianka     |
| 17 | Joanna Kaczor        | O     | 16 settembre 1984 | Gwardia Wrocław |
| 18 | Elżbieta Nykiel      | S     | 6 giugno 1983     | Gedania         |